# Athénée (école)
Pour les articles homonymes, voir Athénée.
« Athénée royal » redirige ici. Pour l'établissement à Paris, voir Athénée Royal (Paris).
Un athénée est,
dans plusieurs régions francophones hors de France
— Belgique francophone, Luxembourg, Congo-Kinshasa, Rwanda, Burundi —,
un établissement scolaire, le plus souvent d'enseignement secondaire non-confessionnel.
Dans plusieurs régions néerlandophones — Flandre belge, Pays-Bas, Suriname —, un établissement de ce type est appelé « atheneum ».
Ces noms rappellent l'école que fonde Hadrien à Rome vers 133-135 afin de promouvoir les études littéraires et scientifiques. L'empereur l'appelle en effet « Athenæum », un nom qui, pour ses contemporains, évoque immédiatement Athènes, alors un des plus importants pôles de la culture gréco-romaine.

## En Belgique
Un athénée belge est royal, provincial ou communal. Il est royal s'il est sous tutelle administrative nationale : celle qu'exerçait l'État belge jusqu'en 1989, celle de la Communauté française de Belgique, Wallonie-Bruxelles Enseignement, suite à la «communautarisation de l'enseignement» en 1989. Un athénée provincialal est sous la tutelle d'une province. Un athénée communal est sous celle d'une commune.
Le nom de l'athénée est souvent complété par le nom de la ville où il se situe (éventuellement, avec un numéro : ex. : Athénée royal Bruxelles 2) ou le nom d'une personne célèbre (ex. : Athénée Robert Catteau ou Athénée royal Charles Rogier). En règle générale, un athénée est une école secondaire proposant essentiellement l'enseignement dit de transition (aussi appelé humanités ou général).
- Si la plupart des athénées ne proposent que l'enseignement secondaire, et qu'il existe parallèlement des écoles maternelles et primaires dites de l'État, certains athénées proposent également le maternel ou le primaire, voire les deux, en plus du secondaire.

- Les écoles proposant l'enseignement de qualification (technique ou professionnel) sont le plus souvent appelés instituts techniques. Mais de nombreux athénées proposent également des filières techniques ou professionnelles à côté de l'enseignement de transition.

Un athénée correspond donc plus ou moins au collège et au lycée français réunis. Le terme lycée est très peu utilisé en Belgique francophone et ne recouvre pas forcément la même réalité qu'en France. Ainsi le Lycée de Namur est en fait l'équivalent d'un collège français. L'occurrence lycée pouvait également se rencontrer dans le sens d'établissement pour jeunes filles. Ainsi, le Lycée de Liège (en fait Lycée Léonie de Waha, aujourd'hui Athénée Léonie de Waha) était réservé aux jeunes filles, par opposition à l'Athénée (en réalité l'Athénée Charles Rogier), qui était un établissement pour jeunes garçons. La généralisation de la mixité de l'enseignement fait que ce sens tend à disparaître. Quant au terme collège, il fait presque toujours référence à une école catholique, à l'origine pour garçon avant la mixité. Les écoles catholiques pour filles étaient, elles, appelées Instituts.